# U-критерий Манна — Уитни
U-критерий Манна — Уитни (англ. Mann–Whitney U test) — статистический критерий, используемый для оценки различий между двумя независимыми выборками по уровню какого-либо признака, измеренного количественно. Позволяет выявлять различия в значении параметра между малыми выборками.
Другие названия: критерий Манна — Уитни — Уилкоксона (англ. Mann–Whitney–Wilcoxon, MWW), критерий суммы рангов Уилкоксона (англ. Wilcoxon rank-sum test) или критерий Уилкоксона — Манна — Уитни (англ. Wilcoxon–Mann–Whitney test). Реже: критерий числа инверсий.

## История
Данный метод выявления различий между выборками был предложен в 1945 году американским химиком и статистиком Фрэнком Уилкоксоном. В 1947 году он был существенно переработан и расширен Г. Б. Манном и Д. Р. Уитни, по именам которых сегодня обычно и называется.

## Описание критерия
Простой непараметрический критерий. Мощность критерия выше, чем у Q-критерия Розенбаума.
Этот метод определяет, достаточно ли мала зона перекрещивающихся значений между двумя рядами (ранжированным рядом значений параметра в первой выборке и таким же во второй выборке). Чем меньше значение критерия, тем вероятнее, что различия между значениями параметра в выборках достоверны.

## Ограничения применимости критерия
1. В каждой из выборок должно быть не менее 3 значений признака. Допускается, чтобы в одной выборке было два значения, но во второй тогда не менее пяти.
2. В выборочных данных не должно быть совпадающих значений (все числа — разные) или таких совпадений должно быть очень мало (до 10).[источник не указан 1026 дней]

## Использование критерия
Для применения U-критерия Манна — Уитни нужно произвести следующие операции.
1. Составить единый ранжированный ряд из обеих сопоставляемых выборок, расставив их элементы по степени возрастания признака и приписав меньшему значению меньший ранг (при наличии повторяющихся элементов в выборке использовать средний ранг). Общее количество рангов получится равным {\displaystyle N=n_{1}+n_{2},} где {\displaystyle n_{1}} — количество элементов в первой выборке, а {\displaystyle n_{2}} —элементов во второй выборке.
2. Разделить единый ранжированный ряд на два, состоящих из элементов первой и второй выборок. Подсчитать отдельно сумму рангов элементов первой выборки {\displaystyle R_{1}} и элементов второй выборки {\displaystyle R_{2}}, затем вычислить:{\displaystyle U_{1}=n_{1}\cdot n_{2}+{\frac {n_{1}\cdot (n_{1}+1)}{2}}-R_{1}},
{\displaystyle U_{2}=n_{1}\cdot n_{2}+{\frac {n_{2}\cdot (n_{2}+1)}{2}}-R_{2}},
 если всё вычислено верно, то
{\displaystyle U_{1}+U_{2}=n_{1}\cdot n_{2}.},
3. Определить значение U-статистики Манна-Уитни по формуле {\displaystyle U=\min\{U_{1},U_{2}\}.}
4. По таблице для избранного уровня статистической значимости определить критическое значение критерия для данных {\displaystyle n_{1}} и {\displaystyle n_{2}}. Если полученное значение {\displaystyle U} меньше табличного или равно ему, то признается наличие существенного различия между уровнем признака в рассматриваемых выборках (принимается альтернативная гипотеза). Если же полученное значение {\displaystyle U} больше табличного, принимается нулевая гипотеза. Достоверность различий тем выше, чем меньше значение {\displaystyle U}.
5. При справедливости нулевой гипотезы критерий имеет математическое ожидание {\displaystyle M(U)=n_{1}n_{2}/2} и дисперсию {\displaystyle D(U)=n_{1}n_{2}(n_{1}+n_{2}+1)/12} и при достаточно большом объёме выборочных данных {\displaystyle (n_{1}>19,n_{2}>19)} распределён практически нормально.

## Таблица критических значений
- Critical Values for the Mann — Whitney U-Test. (не работает)
- Расчет критических значений U-критерия Манна — Уитни для выборок больше 20 (N>20)